# Spilosoma obliterata
Spilosoma obliterata är en fjärilsart som beskrevs av Kardakoff 1928. Spilosoma obliterata ingår i släktet Spilosoma och familjen björnspinnare. Inga underarter finns listade i Catalogue of Life.